# بحرية المياه البنية

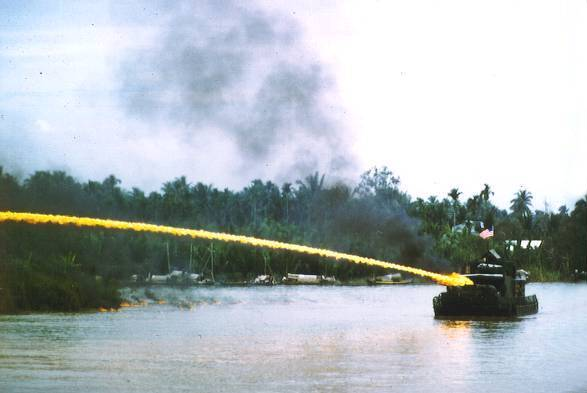
زورق حربي في البحرية الأمريكية "البحرية ذات المياه البنية" ينشر النابالم أثناء حرب فيتنام.

يشير مصطلح بحرية المياه البنية أو الحرب النهرية بمعناه الأوسع إلى أي قوة بحرية قادرة على القيام بعمليات عسكرية في البيئات النهرية أو الساحلية، خاصة تلك التي تحمل كميات كبيرة من الرواسب الناتجة عن جريان التربة أو الفيضانات. نشأت في البحرية الأمريكية خلال الحرب الأهلية الأمريكية، عندما أشارت إلى قوات الاتحاد التي تقوم بدوريات في نهر المسيسيبي الموحل، ومنذ ذلك الحين استخدمت لوصف الزوارق الحربية الصغيرة وقوارب الدوريات المستخدمة عادة في الأنهار، إلى جانب «السفن الأم» التي دعمتهم. وتشمل هذه السفن الأم تحويل سفن إنزال الدبابات في الحرب العالمية الثانية.

## التاريخ
بعد أن فقدت أسطولها من المياه الزرقاء في معركة كوبنهاغن (1807)، سرعان ما بنت مملكة الدنمارك والنرويج بحرية المياه البنية.

### الحرب الأهلية الأمريكية
يعود أصل مصطلح بحرية المياه البنية إلى الحرب الأهلية الأمريكية بين عامي 1861 و1865، إذ دعت خطة الأناكوندا لِوينفيلد سكوت، بصفتها مخططًا لـ«خنق» الولايات الكونفدرالية الأميركية، إلى مقاربة مزدوجة تضمنت سد موانئ الجنوب ثم تحرّك القوات على امتداد نهر الميسيسيبي، فقسمت أراضي الكونفدرالية بنجاح إلى جزءين، علاوةً على سلب الجنوب طريق النقل الرئيسية فيه. كُلّفت البحرية الأمريكية بسد الموانئ، بينما أُنشئت قوة جديدة مؤلفة من سفن مدفعية ومدافع حديدية نهرية لتتولى إلى جانب وحدات الجيش النظامية الاستيلاء على موانئ الكونفدرالية ومدنها على امتداد الميسيسيبي، أو حصارها على الأٌقل. بنى الجيش الأمريكي خلال الأيام الأولى من الحرب هذه السفن وجهزها بطواقم، وكان قادتها من ضباط البحرية وسيلة الاتصال المباشرة الوحيدة بالبحرية الأمريكية. بحلول خريف عام 1862، نُقلت السفن المدفعية ومهمتها للوزارة البحرية للبلاد، وسرعان ما أُشير إلى تلك المشاركة بحملات الميسيسيبي بـبحرية المياه البنية، بسبب المياه الموحلة والبنية للنهر، ولتمييزها عن البحرية الأمريكية النظامية (التي أُشير إليها منذ ذلك الوقت باسم بحرية المياه العميقة أو بحرية المياه الزرقاء).

### حرب الباراغواي
تلا انتهاء الحرب الأهلية الأمريكية اندلاع حرب الباراغواي (1864-1870) التي كانت نزاعًا عسكريًا رئيسيًا على مستوى العالم، ولعبت فيها بحرية المياه البنية البرازيلية دورًا جوهريًا، متضمنة مدرعات كبيرة وسفن مراقبة نهرية.
كان نهر الباراغاوي الطريقَ السريع الطبيعي لجمهورية الباراغواي، ولكن المنشأة العسكرية الهائلة المعروفة بحصن هومايتا كانت تسدّه، إذ تضمنت خطًا مدفعيًا بطول 1,800 متر يطل على منحنٍ مقعر حاد في النهر عند نقطة لم يكن يتجاوز عرض القناة فيها 180 مترًا. أمكن مدّ ذراع سادّة تمنع الملاحة عبر النهر، أما من الجهة البرية، فكان شبه مستحيلٍ الاستيلاء على الحصن، لأنه كان محميًا بمستنقع أو بحيرات لا يمكن عبورها، وبـ13 كيلومترًا من خنادق قوات حامية قوامها 18,000 رجل. كان النهر ضحلًا، وغير مستكشف، وقادرًا على احتجاز سفن كبيرة إن انخفضت مستويات المياه فيه، فجعلت هذه البيئة من «الطوربيدات» (وهي مناجم بحرية عائمة انتشرت في القرن التاسع عشر) التهديد الأعظم للملاحة.
نجحت أخيرًا ست سفن من الأسطول البرازيلي المدرّع بتجاوز حصن هومايتا في حادثة اعتُبرت شبه مستحيلة وسُميّت عبور هومايتا. رغم أن هذه السفن لم تتمكن من أداء مهامها بعيدًا عن قاعدتها العسكرية الأمامية، حالت الهيمنة البرازيلية على النهر دون تمكن الباراغواي من إعادة إمداد الحصن، فجوّعته القوات البرية واستولت عليه في النهاية في ما يُعرف بحصار هومايتا.
حتى بعد الاستيلاء على هومايتا، الذي استغرق ما يزيد عن سنتين، ابتكر البارغويانيون نقاط قوة أخرى على طول النهر، ما مدد تأخير الحلفاء (إمبراطورية البرازيل، وجمهورية الأرجنتين، وجمهورية الأوروغواي).

### دبلوماسية السفن المدفعية الأمريكية في الصين
أُبطلت بحرية المدافع النهرية الأمريكية بعد انتهاء الحرب الأهلية، باستثناء تجوال قارب خفر بين الحينة والأخرى، ولكن مفهوم إنشاء قوة دفاع نهرية استمر في بلدان ومناطق أخرى تضمنت أنهارًا مكّنت الولايات المتحدة من إبراز وجودها العسكري، وحماية مصالحها الخارجية. أدت سفن مدفعية نهرية أمريكية تابعة للأسطول الآسيوي مهامها في أجزاء من أنهار صينية، وأُشير إليها أحيانًا بـ«البحرية الآسيوية» أو «بحرية الصين»، وخلال عشرينيات القرن العشرين المضطربة، أطلقت دوريات بحثًا عن المتمردين وقراصنة النهر.

### الحرب الهندوصينية
أنشأت البحرية الفرنسية خلال الحرب الهندوصينية الأولى ما يُسمى «دينيسّو» (أي فرق الهجوم البحري) في عام 1947، لتجري أبحاثًا وتحبط مهمات العصابات الشيوعية والقراصنة في مياه الميكونغ والنهر الأحمر. استمرت الدينيسّو بعملها حتى نهاية النزاع عام 1955، وتبنّت الولايات المتحدة فكرتها لاحقًا في حرب الفيتنام.

## روابط خارجية
- براون ووتر انتربرايز: التاريخ، الهوايات والميتاريا